# بنتو د نوسیتو
بنتو د نوسیتو (به اسپانیایی: Bentué de Nocito) یک منطقهٔ مسکونی در اسپانیا است که در استان اوئسکا واقع شده‌است. بنتو د نوسیتو ۱ نفر جمعیت دارد و ۸۴۰ متر بالاتر از سطح دریا واقع شده‌است.